# Грос-Берсен
Грос-Берсен (нем. Groß Berßen) — община в Германии, в земле Нижняя Саксония.
Входит в состав района Эмсланд. Подчиняется управлению Зёгель. Население составляет 684 человека (на 31 декабря 2010 года). Занимает площадь 20,76 км².

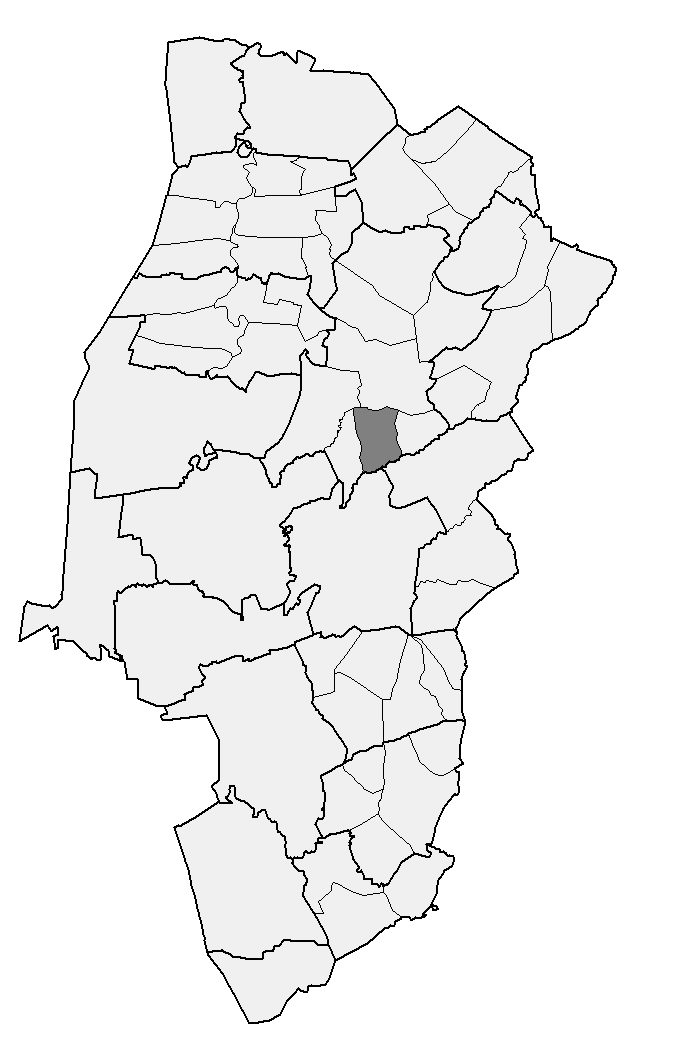
Грос-Берсен